# Kapetanovo Polje
Kapetanovo Polje je naselje u Republici Hrvatskoj u Požeško-slavonskoj županiji, u sastavu grada Pakraca.

## Zemljopis
Kapetanovo Polje se nalaze sjeverozapadno od Pakraca, susjedna naselja su Toranj i Strižičevac na jugu, Goveđe Polje na zapadu te Donja Obrijež i Ploštine na istoku.

## Stanovništvo
Prema popisu stanovništva iz 2011. godine Kapetanovo Polje je imalo 35 stanovnika. Većinsko stanovništvo čine Talijani.
| broj stanovnika |       |       |       | 371   | 298   | 343   | 322   | 295   | 250   | 238   | 218   | 150   | 115   | 67    | 53    | 35    | 25    |
|                 | 1857. | 1869. | 1880. | 1890. | 1900. | 1910. | 1921. | 1931. | 1948. | 1953. | 1961. | 1971. | 1981. | 1991. | 2001. | 2011. | 2021. |